# 戶越銀座站

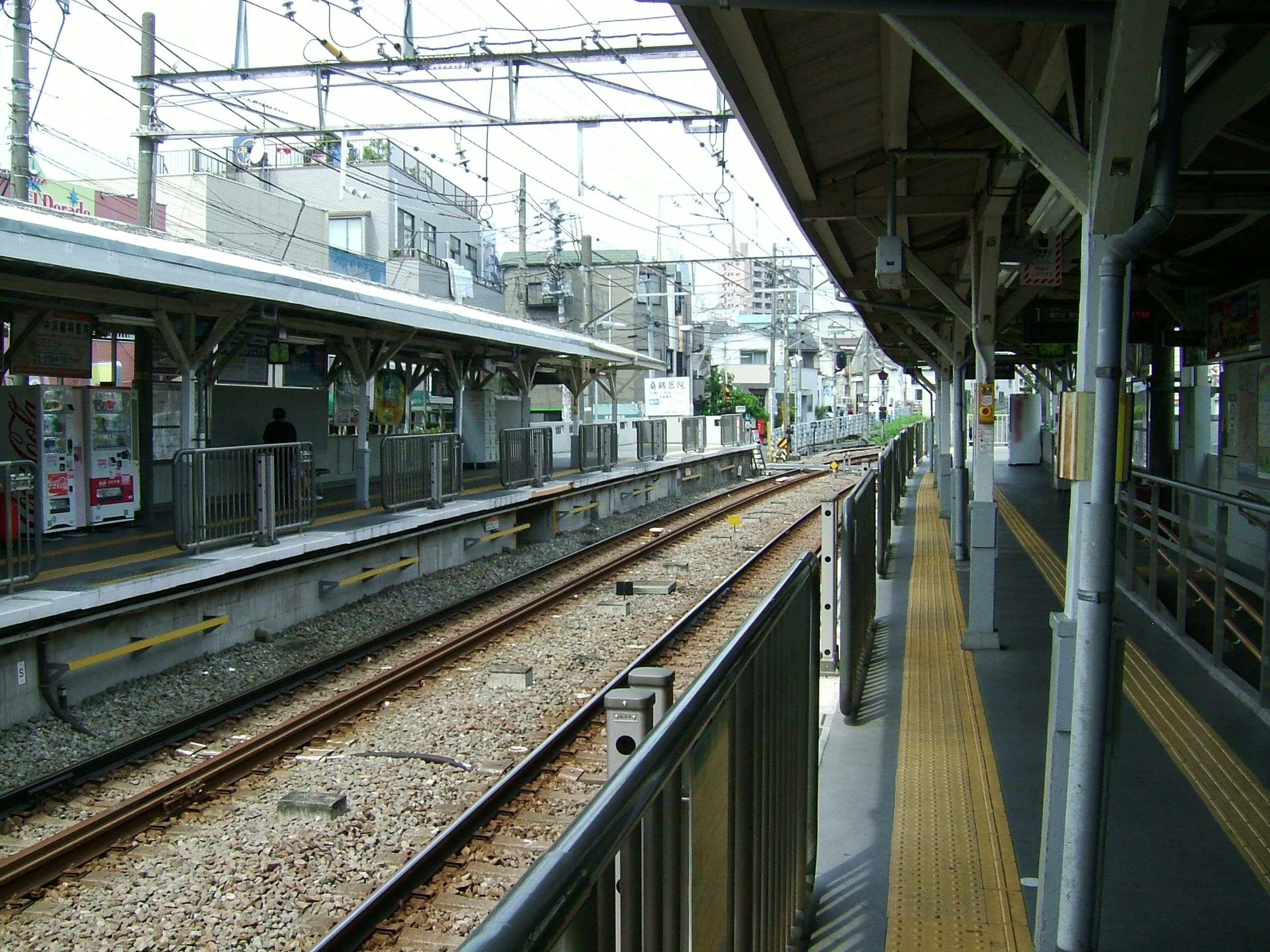
月台（2008年8月）

戶越銀座站（日语：／ Tokoshi-ginza eki */?）是一個位於東京都品川區平塚二丁目，屬於東急電鐵池上線的鐵路車站。車站編號是IK03。

## 年表
- 1927年（昭和2年）8月28日 - 池上電氣鐵道雪谷站至桐谷站（已停用）段開通，車站啟用[2][3]。
- 1955年（昭和30年） - 廢止站內平交道，上下線有各自檢票口[3]。
- 2015年（平成27年）9月 - 作為「好街好電車計畫 （页面存档备份，存于）」的一環，開始進行車站改造，規劃打造木造站房的氛圍[4]。
- 2016年（平成28年）12月11日 - 改建工程竣工[5]，與商店街合作舉行紀念典禮。
- 2017年（平成29年）4月1日 - 推出都營地下鐵淺草線戶越站連絡運輸定期券[6]。

## 車站構造
本站為相對式月台2面2線地面車站。月台間沒有連絡通道，各自有獨立的檢票口。廁所在1號線月台。
| 月台 | 路線   | 方向 | 目的地                     |
| ---- | ------ | ---- | -------------------------- |
| 1    | 池上線 | 下行 | 旗之台、雪谷大塚、蒲田方向 |
| 2    | 池上線 | 上行 | 五反田方向                 |

（來源：東急電鐵:車站構內圖 （页面存档备份，存于））

## 使用情況
2016年度1日平均上下車人次為20,078人。
近年1日平均上下、上車人次如下表。
| 年度               | 1日平均 上下車人次 | 1日平均 上車人次 | 來源     |
| ------------------ | ------------------ | ---------------- | -------- |
| 1990年（平成02年） |                    | 10,008           | [ * 1 ]  |
| 1991年（平成03年） |                    | 10,317           | [ * 2 ]  |
| 1992年（平成04年） |                    | 10,460           | [ * 3 ]  |
| 1993年（平成05年） |                    | 10,655           | [ * 4 ]  |
| 1994年（平成06年） |                    | 10,581           | [ * 5 ]  |
| 1995年（平成07年） |                    | 10,202           | [ * 6 ]  |
| 1996年（平成08年） |                    | 10,137           | [ * 7 ]  |
| 1997年（平成09年） |                    | 10,252           | [ * 8 ]  |
| 1998年（平成10年） |                    | 9,762            | [ * 9 ]  |
| 1999年（平成11年） |                    | 9,587            | [ * 10 ] |
| 2000年（平成12年） |                    | 9,649            | [ * 11 ] |
| 2001年（平成13年） |                    | 9,747            | [ * 12 ] |
| 2002年（平成14年） | 18,625             | 9,463            | [ * 13 ] |
| 2003年（平成15年） | 18,411             | 9,331            | [ * 14 ] |
| 2004年（平成16年） | 18,549             | 9,373            | [ * 15 ] |
| 2005年（平成17年） | 18,166             | 9,176            | [ * 16 ] |
| 2006年（平成18年） | 18,281             | 9,252            | [ * 17 ] |
| 2007年（平成19年） | 18,499             | 9,331            | [ * 18 ] |
| 2008年（平成20年） | 18,684             | 9,411            | [ * 19 ] |
| 2009年（平成21年） | 18,781             | 9,444            | [ * 20 ] |
| 2010年（平成22年） | 18,758             | 9,422            | [ * 21 ] |
| 2011年（平成23年） | 18,443             | 9,262            | [ * 22 ] |
| 2012年（平成24年） | 18,679             | 9,356            | [ * 23 ] |
| 2013年（平成25年） | 19,099             | 9,559            | [ * 24 ] |
| 2014年（平成26年） | 19,356             | 9,685            | [ * 25 ] |
| 2015年（平成27年） | 19,746             | 9,891            | [ * 26 ] |
| 2016年（平成28年） | 20,078             |                  |          |

## 車站周邊

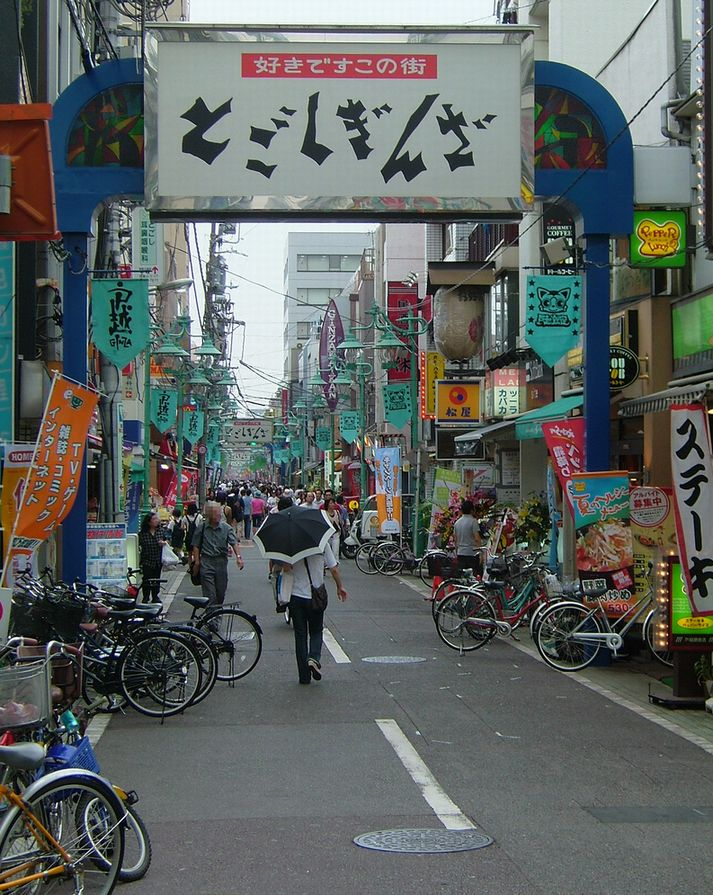
戶越銀座商店街

車站周邊是以中小型工廠為主的工業區。
- 國道1號
- 星藥科大學（日语：星薬科大学）
- 戶越銀座（日语：戸越銀座）商店街
- 都營地下鐵淺草線戶越站
- 品川平塚一郵便局
- 品川平塚橋郵便局
- 品川區保健所
- 品川區役所（日语：品川区役所）荏原第三地域中心
- 荏原消防署（日语：東京消防庁第二消防方面本部）
- OZEKI（日语：オオゼキ）
- BOOKOFF（日语：ブックオフコーポレーション）

## 巴士路線
- 戶越銀座（東急巴士）
  - <反01,反02> 五反田站
  - <反01> 川崎站LAZONA廣場（經荏原營業所（日语：東急バス荏原営業所）、西馬込站前、池上警察署（日语：池上警察署））

- - <反02> 池上警察署（經荏原營業所、西馬込站前）

## 站名由來
站名取自站旁的戶越銀座商店街。原先計畫以所在地地名「平塚」命名，但與東海道本線車站同名，在地方商店街請求之下定名為「戶越銀座」。

## 相鄰車站
東急電鐵
 池上線
大崎廣小路（IK02）－戶越銀座（IK03）－荏原中延（IK04）

## 延伸閱讀
- 宮田道一. . JTBパブリッシング. 2008-09-01. ISBN 9784533071669.

## 外部連結
- 戶越銀座（各站資訊） - 東急電鐵